# For the Movies
«For the Movies» es el segundo sencillo por Buckcherry, de su álbum debut Buckcherry. La canción fue un éxito menor en los Estados Unidos, enlistándose solo en Hot Modern Rock Tracks y Hot Mainstream Rock Tracks.

## Posicionamiento
| Lista (1999)               | Posición máxima |
| -------------------------- | --------------- |
| Hot Modern Rock Tracks     | 24              |
| Hot Mainstream Rock Tracks | 25              |